# ニズワ
ニズワ（アラビア語: نزوى Nizwā、英語: Nizwa）は、オマーン中部の都市。オマーン第2の都市であり、内陸部の中心都市。ダーヒリーヤ地方最大の都市である。
首都マスカットから170km離れた、ハジャル山地の中腹にあるオアシス都市。6世紀から7世紀にかけてはオマーンの首都であり、また1913年から1959年まではオマーン・イマーム国の首都として、海岸部のマスカットに首都をおくマスカット・オマーン・スルターン国（現オマーン）と対立していた。

## 参考リンク
- オマーン観光情報